# Luciano Valente
Luciano Valente (* 4. Oktober 2003 in Groningen) ist ein italienisch-niederländischer Fußballspieler.

## Karriere

### Verein
Valente begann in seiner Geburtsstadt beim ortsansässigen Verein GVAV-Rapiditas mit dem Fußballspielen, bevor er in die Fußballschule des FC Groningen wechselte. Dort unterschrieb er im Juli 2021 seinen ersten Profivertrag. Sein erstes Spiel bei den Profis bestritt Valente am 14. August 2022, dem zweiten Spieltag der Saison 2022/23, bei der 1:6-Niederlage gegen Ajax Amsterdam, als er in der 79. Spielminute eingewechselt wurde. Am 8. September 2022 verlängerte Valente seinen Vertrag bis 2026 mit der Option für ein weiteres Jahr. Am Ende der Saison stieg er mit dem FC Groningen in die Eerste Divisie ab.
In der folgenden Saison avancierte Valente zum Stammspieler. Am 12. Spieltag schoss er bei der 1:2-Niederlage gegen den SC Cambuur seinen ersten Treffer im Profibereich. Es folgte sein erster Doppelpack, als er am 18. Spieltag beim 2:0 gegen Telstar
beide Tore für seinen Klub erzielte. Am Saisonende gelang ihm mit dem FC Groningen der direkte Wiederaufstieg in die Eredivisie.
Im Sommer 2025 wechselte Valente zu Feyenoord Rotterdam.

### Nationalmannschaft
Der Sohn eines italienischen Vaters und einer niederländischen Mutter ist für beide Verbände der Herkunftsländer seiner Eltern spielberechtigt. Valente bestritt zunächst Spiele für die italienische U19- und U20-Nationalmannschaft.
Am 21. März 2025 gab Valente beim 2:1-Sieg in einem Freundschaftsspiel ausgerechnet gegen Italien sein Debüt in der U21-Nationalmannschaft der Niederlande. Anlässlich der U-21-Europameisterschaft 2025 in der Slowakei wurde er von Trainer Michael Reiziger in das Aufgebot der Niederlande berufen.